# Luis López (periodista)
Luis López es un periodista venezolano del estado Vargas. López fue detenido el 14 de junio de 2024 mientras se trasladaba a Caraballeda para dar cobertura a la detención del activista juvenil Jeancarlos Rivas y posteriormente acusado de los delitos de «incitación al odio» y «asociación para delinquir».
Amnistía Internacional declaró que «las denuncias de las detenciones de Gabriel González, Javier Cisneros (liberado), Jeancarlos Rivas, Luis López y Juan Iriarte son consistentes con la política de represión que hemos denunciado desde hace años y nuevamente exigimos su cese inmediato».

## Detención
Luis López ha dirigido un programa de radio y una cuenta llamada llamada «El Pitazo de Vargas».Fue detenido el 14 de junio de 2024 cuando se trasladaba a Caraballeda, en el estado Vargas, para dar cobertura a la detención Jeancarlos Rivas, dirigente juvenil del estado de Voluntad Popular.
López fue presentado ante Tribunal Segundo de Control con competencia en Terrorismo al día siguiente, siendo acusado de los delitos de «incitación al odio» y «asociación para delinquir», junto con Jeancarlos Rivas y los activistas Juan Iriarte, del partido opositor Vente Venezuela; y el también periodista Gabriel González.A Iriarte, López y Rivas se les impuso una defensa pública, a pesar de contar con abogados privados para el juicio.

## Reacciones
Tanto el Sindicato Nacional de Trabajadores de la Prensa como el Colegio Nacional de Periodistas denunciaron la detención de López.
El candidato presidencial Edmundo González y María Corina Machado, lideresa de Vente Venezuela, rechazaron las detenciones y exigieron la liberación de los dirigentes.César Pérez Vivas, ex precandidato presidencial por el partido COPEI, expresó sobre los arrestos que «Es un acto arbitrario que viola los principios democráticos».
Amnistía Internacional declaró que «las denuncias de las detenciones de Gabriel González, Javier Cisneros (liberado), Jeancarlos Rivas, Luis López y Juan Iriarte son consistentes con la política de represión que hemos denunciado desde hace años y nuevamente exigimos su cese inmediato». El subsecretario de Estado para el Hemisferio Occidental de Estados Unidos, Brian Nichols, expresó que «las últimas detenciones y el continuo acoso a miembros de la oposición democrática de Venezuela son hechos muy preocupantes en vísperas de las elecciones presidenciales del 28 de julio. Los candidatos y activistas venezolanos deben poder hacer campaña pacíficamente y sin intimidaciones».